# بينكي وبرين
بينكي وبرين (بالإنجليزية: Pinky and the Brain)؛ مسلسل كرتوني أمريكي عُرض أول مرة على التلفاز عام 1995، وهو حاصل على جائزة إيمي.

## قصة
تدور أحداثه حول فأري اختبار يعيشان في مختبرات acme هدفهما هو السيطرة على العالم أحدهما يدعى برين وهو العبقري والآخر بينكي الغبي. في كل حلقة يخطط برين للسيطرة على العالم ولكن دائما ما يفشل في ذلك. دبلجت استوديوهات مركز الزهرة الحلقات إلى اللغة العربية، وقد بث على كل من سبيس تون وتلفزيون دولة الكويت.

## الأصوات

### اللغة اللبنانية
- برين : موريس موصللي.
- بينكي : روميو الورشا.
- مارك المر
- بيتر سمعان
- جمال حمدان
- ماريا أسود
- نور عباس
- جمانة الزنجي
- رودي قليعاني
- غسان إسطفان
- ماريا أسود
- داني بستاني
- مريم حداد

- برين : ماريا أسود.
- بينكي : زياد منذر.
- بيتر سمعان
- يمنى بو حنا
- ريما الأعور
- محمد فحص
- أسمهان بيطار

## وصلات خارجية
- بينكي وبرين على موقع IMDb (الإنجليزية)
- بينكي وبرين على موقع ميتاكريتيك (الإنجليزية)
- بينكي وبرين على موقع روتن توميتوز (الإنجليزية)
- بينكي وبرين على موقع فيلمافينيتي (الإسبانية)
- بينكي وبرين على موقع كينوبويسك (الروسية)
- بينكي وبرين على موقع ألو سيني (الفرنسية)
- بينكي وبرين على موقع قاعدة بيانات الفيلم (الإنجليزية)
- Pinky and the Brain في قاعدة بيانات الرسوم المتحركة الكبيرة